# Choronoma isoxysta
Choronoma isoxysta är en fjärilsart som beskrevs av Edward Meyrick 1926. Choronoma isoxysta ingår i släktet Choronoma och familjen praktmalar, Oecophoridae. Inga underarter finns listade i Catalogue of Life.